# Velký válečný ostrov
Velký válečný ostrov (srbsky Велико ратно острво) je nezastavěný ostrov při ústí řeky Sávy do Dunaje na území srbského hlavního města Bělehradu. Administrativně patří do bělehradského obvodu Zemun.
Ostrov má rozlohu 157,75 hektarů a je tak jedním z největších v zemi. Není zastavěn, nachází se na něm pouze několik menších rekreačních objektů. Nevede na něj žádný most, je dostupný po přívozu ze Zemunu. V jeho východní části se nachází kanál Veliki Galijaš.
Ostrov má historický význam, neboť v minulosti často tvořil hranici mezi dvěma velkými říšemi. Až do 19. století zde probíhala hranice mezi Osmanskou říší a Rakousko-Uherskem. Ostrov sloužil jako základna rakousko-uherské armády v bojích proti Osmanům o Bělehrad. Odtud pochází současný název ostrova.
Tento z velké části nezastavěný ostrov je od roku 2005 přírodní rezervací a je na mezinárodním seznamu ptačích rezervací.